# Gonyleptes gertschi
Gonyleptes gertschi is een hooiwagen uit de familie Gonyleptidae.
Het bevindt zich in Brazilië. 